# Гістаменон
Номізма гістаменон (грец. νόμισμα ἱστάμενον, дослівно — стійка монета), скорочено відомий як гістаменон або стаменон (грец. στάμενον) — назва ряду золотих, а пізніше білонних монет Візантійської імперії. Вперше назва була дана старому золотому візантійському соліду (номізмі), коли в 960-х роках імператор Никифор II Фока випустив трохи легшу нову золоту монету — тетартерон. Щоб відрізнити ці дві золоті монети між собою, з часом форма гістаменона була змінена порівняно з оригінальним солідом, він став ширшим і тоншим, а також отримав оригінальну «увігнуту» форму (скифат). Карбування золотого гістаменона було припинене після монетної реформи імператора Олексія I Комніна у 1092 році.
У XII і XIII століттях назва стаменон стала застосовуватися до увігнутих (трахі) білонних та мідних візантійських монет.

## Історія

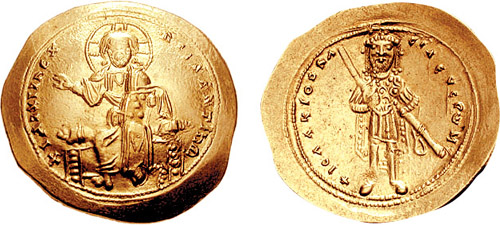
Гістаменон імператора Ісаака I Комніна (1057—1059)

Високоякісний солід або номізма (грец. νόμισμα — монета) був головною монетою Візантійської імперії з моменту запровадження його у 309 році імператором Костянтином Великим (306—337). Протягом багатьох століть він зберігав свою вагу (4,55 грама) та високий вміст золота (24 карати).

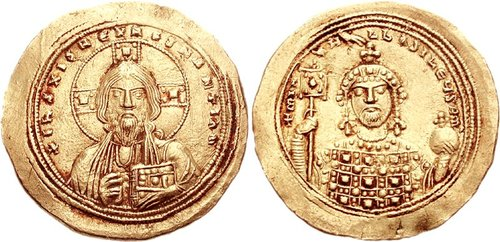
Гістаменон імператора Михаїла IV (1034—1041), що вперше був викарбуваний із характерною «увігнутою» формою (скифат)

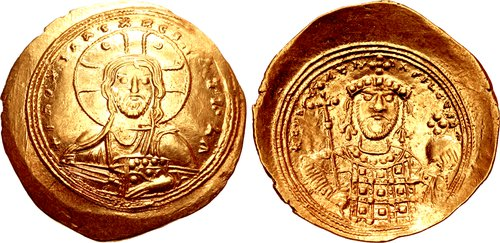
Гістаменон Костянтина Мономаха (1042-1055)

Перша грошова реформа Візантії була проведена імператором Никифором II Фокою (963—969). Він почав карбувати нову золоту монету, вагою в 4.13 гр. (на 2 карата, або приблизно на 1⁄12, ваги меншою за стару номісму) та диаметром 18 міліметрів (на 2 меншу за стару). Нова золота монета отримала назву номізма  тетартерон («чверть монети»), а стару номізму (солід) тепер стали називати номізма гістаменон ("стійка монета"), маючи на увазі, що її продовжували карбувати з дотриманням традиційного стандарту. Причини цих нововведень не ясні, однак Візантійські хроністи припускали фіскальні мотиви, повідомляючи, що Никифор збирав податки, як і раніше, у гістаменонах, а витрати здійснював у тетартеронах, які офіційно оцінювались як рівна по вартості монета.
Спочатку дві монети зовнішньо практично не відрізнялися, окрім ваги. Під час пізнішого правління Василія II (правління 976—1025), тетартерон почали карбувати у товстішій і меншій формі, тоді як гістаменон став відповідно тоншим і ширшим. Лише під час одноосібного правління Костянтина VIII (1025—1028) дві монети також стали різнитись іконографічно. До середини XI століття тетартерон мав ширину 18 мм, а його вага, очевидно, стандартизована на рівні 3,98 грама, тобто на три карати менше, ніж гістаменон або стаменон (назва вперше засвідчена в 1030 році), який тепер мав діаметр 25 мм (на відміну від до 20 мм старого соліда). Крім того, за часів Михаїла IV (1034—1041) гістаменон почали карбувати у злегка увігнутій (скіфатній) формі, можливо, щоб збільшити міцність тонкої монети та ускладнити її згинання. Пласкі монети все ще час від часу карбувалися, але монети зі скіфатом стали переважати від Костянтина Мономаха (правління 1042—1055) і стали стандартними за Ісаака I Комніна (правління 1057—1059). Ці увігнуті монети були відомі як гістаменон трахі або просто трахі (від τραχέα - «шорстка, нерівна») за їх формою.

## Девальвація та скасування

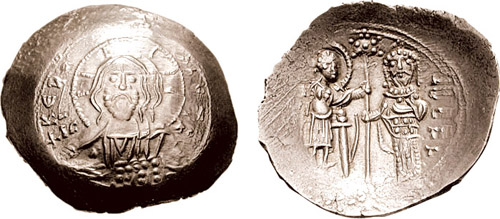
Зразок значно знеціненого пізнього гістаменона: монета з електруму перших років правління імператора Олексія I Комніна (карбована в 1081-1082 рр).

Починаючи з правління Михаїла IV (1034—1041), який в молодості займався лихварством та підробкою монет, вміст золота в гістаменоні почав дедалі знижуватися, а самі монети знецінюватися. Після періоду відносної стабільності в 1055—1070 роках, вміст золота різко знизився в катастрофічних 1070-х і 1080-х роках. Гістаменон (мікелата) Михаїла VII Дуки (1071—1078) все ще містила близько 16 каратів золота, але за часів Олексія I Комніна ( 1081—1118) викарбувані номізми гістаменон з електруму майже не містили золота. У 1092 році Олексій I провів всеосяжну грошову реформу і зокрема замінив обидві старі золоті монети гістаменон та тетартерон на нову високоякісну золотою монетою — гіперпірон.
Після припинення карбування гістаменона і протягом періоду дії монетної системи Комнінів (XII—XIII ст.) термін «стаменон» через його зв'язок із монетами-скифатами став застосовуватися як загальний термін до візантійських увігнутих білонних і мідних монет трахі, таких як аспрон.